# Estret Frozen
L'estret Frozen és un estret de l'Àrtida canadenca, al Territori de Nunavut. Es troba al nord de la badia de Hudson, entre la península de Melville, al nord, i l'illa Southampton, al sud. Connecta Repulse Bay, a l'oest, amb la conca de Foxe, a l'est. L'estret té una longitud de 80 km i una amplada d'entre 19 i 32 km i a la seva part central hi ha dues grans illes, illa White (789 km²), a l'oest, i illa Vansittart (997 km²), a l'est.
El 1615 Robert Bylot va quedar bloquejat pel gel al seu extrem est. El 1742 l'anglès Christopher Middleton, a la recerca del Pas del Nord-oest, el va recórrer del tot. El 1821 William Edward Parry va passar l'estret sense cap dificultat. El 1836, el també capità britànic George Back, al comandament del HMS Terror, quedà atrapat pel gel en aigües de l'estret Frozen durant 10 mesos i no aconseguír arribar, com pretenia, Repulse Bay.
En l'estudi de 1974 de Gillies W. Ross Distribution, Migration, and Depletion of Bowhead Whales in Hudson Bay, 1860 to 1915 se suggereix que la balena de Groenlàndia migra durant la primavera i tardor a través del Roes Welcome Sound, però la possibilitat que migrassin realment a través de l'estret Frozen no es pot descartar.